# Iosîpivka, Bârzula
Iosîpivka (în ucraineană Йосипівка) este un sat în comuna Savran din raionul Bârzula, regiunea Odesa, Ucraina.

## Demografie
Componența lingvistică a localității Iosîpivka
     Ucraineană (97,5%)
     Română (1,41%)
     Alte limbi (0,94%)
Conform recensământului din 2001, majoritatea populației localității Iosîpivka era vorbitoare de ucraineană (97,5%), existând în minoritate și vorbitori de română (1,41%).